# Plumarella spinosa
Plumarella spinosa is een zachte koraalsoort uit de familie Primnoidae. De koraalsoort komt uit het geslacht Plumarella. Plumarella spinosa werd in 1907 voor het eerst wetenschappelijk beschreven door Kinoshita. 